# Canton de Gevrey-Chambertin
Le canton de Gevrey-Chambertin était une division administrative française située dans le département de la Côte-d'Or.

## Géographie
Ce canton était organisé autour de Gevrey-Chambertin dans l'arrondissement de Dijon. Son altitude variait de 195 m (Noiron-sous-Gevrey) à 642 m (Détain-et-Bruant) pour une altitude moyenne de 347 m.

## Représentation

### Conseillers généraux de 1833 à 2015
| Période         | Période                   | Identité                              | Étiquette           | Qualité |
| --------------- | ------------------------- | ------------------------------------- | ------------------- | --- |
| 1833            | 1835 (démission)          | Augustin Bernard Rameau               |                     | Propriétaire à Trouhaut et à La Chaleur |
| 1835            | 1840 (démission)          | Nicolas Camille Chaussier (1794-1862) |                     | Propriétaire à Barbirey-sur-Ouche |
| 1840            | 1848                      | Julien Ouvrard                        |                     | Propriétaire, maire de Gilly-les-Cîteaux |
| 1848            | 1849 (décès)              | Philibert Joly                        |                     | Ancien auditeur au Conseil d'État domicilié à Gevrey-Chambertin                                                                               |
| 1849            | 1852                      | Denis Serrigny                        |                     | Professeur à l'Ecole de Droit de Dijon |
| 1852            | 1861                      | Ferdinand Marey-Monge                 |                     | Propriétaire, maire de Chambolle |
| 1861            | 1869                      | Guillaume Félix Alphonse Marey-Monge  | Bonapartiste        | Maire de Pommard Député de la Côte-d'Or au Corps législatif (Second Empire) (1861-1870)                                                       |
| 1869            | 1903 (démission)          | Charles Mazeau                        | Gauche républicaine | Député (1871-1876) Sénateur (1876-1903) Avocat au Conseil d'État et à la Cour de Cassation, Paris Ministre (1887)                             |
| 1903            | 1910                      | Louis André                           | Républicain         | Ancien Ministre de la Guerre, domicilié à Paris                                                                                               |
| 1910            | 1932 (décès)              | Henri Gouroux                         | Rad.                | Vigneron Maire de Gevrey-Chambertin |
| 1932            | 1941 (démission d'office) | Charles-Gabriel Baudoin               | Rad.                | Vétérinaire à Dijon Révoqué par le Gouvernement de Vichy                                                                                      |
|                 |                           |                                       |                     | |
| 1945            | 1949                      | André Rage                            | SFIO                | Agriculteur, maire de Collonges-lès-Bévy |
| 1949            | 1955                      | Aristide Seguin                       | DVD                 | Vigneron Maire de Gevrey-Chambertin |
| 1955            | 1961                      | Jacques Bazin                         | MRP                 | Capitaine au long cours, maire de Gevrey-Chambertin (1955-1966)                                                                               |
| 1961            | 1965 (décès)              | Arsène Amiot                          | DVD                 | Propriétaire à Chambolle-Musigny |
| 25 juillet 1965 | 1979                      | Georges Lignier (1900-1993)           | DVD puis UDF        | Vigneron Maire de Morey-Saint-Denis |
| 1979            | 2015                      | Jean-Claude Robert                    | PS                  | Inspecteur des Impôts Maire de Gevrey-Chambertin (1977-2014) Suppléant du député François Patriat (1988-1993 et 1997-2002) Député (2000-2002) |

### Conseillers d'arrondissement (de 1833 à 1940)
| Période                                  | Période          | Identité                       | Étiquette          | Qualité |
| ---------------------------------------- | ---------------- | ------------------------------ | ------------------ | --- |
| 1833                                     | 1848             | Guillaume Marion               |                    | Négociant à Fixin                                                                                           |
| 1848                                     | 1849 (démission) | Joseph Auguste Genret-Perrotte | Républicain modéré | Ancien avoué à Dijon, propriétaire de vignobles à Gevrey-Chambertin                                         |
| 1849                                     | 1852             | Nicolas Collot                 |                    | Propriétaire à Gevrey-Chambertin                                                                            |
| 1852                                     | 1871             | Camille Lamblin                |                    | Propriétaire, maire de Fixin                                                                                |
| 1871                                     | 1874 (démission) | M. Paulin                      |                    | Notaire, propriétaire à L'Étang-Vergy                                                                       |
| Déc.1874                                 | 1907             | Auguste Thomas-Bassot          |                    | Négociant en vins, maire de Gevrey-Chambertin, Président du Conseil d'arrondissement                        |
| 1907                                     | 1913             | Émile Boinet                   | SFIO               | Propriétaire à Gevrey-Chambertin                                                                            |
| 1913                                     | 1919             | Pierre Grivot                  |                    | Président du syndicat viticole de L'Étang-Vergy, maire de Curtil-Vergy                                      |
| 1919                                     | 1925 (décès)     | Félix Laroze (1867-1925)       |                    | Viticulteur, Président de la caisse de crédit de Gevrey-Chambertin                                          |
| 1925                                     | 1929             | Armand Rousseau                |                    | Propriétaire viticulteur, conseiller municipal de Gevrey-Chambertin                                         |
| 1930                                     | 1937             | Félix Coulot                   |                    | Agriculteur, maire de Curley                                                                                |
| 1937                                     | 1940             | Louis Guyard (1892-1974)       | Union nationale    | Agriculteur, maire de Noiron-sous-Gevrey                                                                    |
| 1940                                     |                  |                                |                    | Les conseils d'arrondissement ont été suspendus par la loi du 12 octobre 1940 et n'ont jamais été réactivés |
| Les données manquantes sont à compléter. |                  |                                |                    | |

## Composition
Le canton de Gevrey-Chambertin regroupait 32 communes :
| Communes              | Population (2012) | Code postal | Code Insee |
| --------------------- | ----------------- | ----------- | ---------- |
| Barges                | 428               | 21910       | 21048      |
| Bévy                  | 92                | 21220       | 21070      |
| Brochon               | 659               | 21220       | 21110      |
| Broindon              | 74                | 21220       | 21113      |
| Chambœuf              | 317               | 21220       | 21132      |
| Chambolle-Musigny     | 308               | 21220       | 21133      |
| Chevannes             | 131               | 21220       | 21169      |
| Clémencey             | 114               | 21220       | 21178      |
| Collonges-lès-Bévy    | 85                | 21220       | 21182      |
| Corcelles-lès-Cîteaux | 829               | 21910       | 21191      |
| Couchey               | 1 177             | 21160       | 21200      |
| Curley                | 138               | 21220       | 21217      |
| Curtil-Vergy          | 102               | 21220       | 21219      |
| Détain-et-Bruant      | 102               | 21220       | 21228      |
| Épernay-sous-Gevrey   | 169               | 21220       | 21246      |
| L'Étang-Vergy         | 201               | 21220       | 21254      |
| Fénay                 | 1 307             | 21600       | 21263      |
| Fixin                 | 761               | 21220       | 21265      |
| Gevrey-Chambertin     | 3 138             | 21220       | 21295      |
| Messanges             | 232               | 21220       | 21407      |
| Morey-Saint-Denis     | 693               | 21220       | 21442      |
| Noiron-sous-Gevrey    | 1033              | 21910       | 21458      |
| Quemigny-Poisot       | 210               | 21220       | 21513      |
| Reulle-Vergy          | 93                | 21220       | 21523      |
| Saint-Philibert       | 416               | 21220       | 21565      |
| Saulon-la-Chapelle    | 1 029             | 21910       | 21585      |
| Saulon-la-Rue         | 561               | 21910       | 21586      |
| Savouges              | 330               | 21910       | 21596      |
| Segrois               | 54                | 21220       | 21597      |
| Semezanges            | 111               | 21220       | 21601      |
| Ternant               | 93                | 21220       | 21625      |
| Urcy                  | 130               | 21220       | 21650      |

### Intercommunalité
Les communes du canton se répartissaient suivant les intercommunalités suivantes :
- Communauté de communes de Gevrey-Chambertin (22 communes)
- Communauté de communes du Sud Dijonnais (9 communes)
- Grand Dijon (1 commune)

## Démographie
| 1962  | 1968  | 1975   | 1982   | 1990   | 1999   | 2006   | 2011   | 2012   |
| ----- | ----- | ------ | ------ | ------ | ------ | ------ | ------ | ------ |
| 9 097 | 9 539 | 11 472 | 11 857 | 12 870 | 14 248 | 14 950 | 15 861 | 15 879 |